# ال (بلژیک)
شهر ال (به فرانسوی: Halle) در ناحیه اداری ال-ویلوورد در استان فلومیش بربان در منطقه فلاندری در کشور بلژیک واقع شده‌است.